# Зміїні язики
«Зміїні язики» (англ. Tongues of Serpents) — шостий роман в жанрі альтернативної історії / фентезі «Темерейр» американської письменниці Наомі Новік. Ця частина розповідає про пригоди Вільяма Лоуренса та його дракона Темерейра в Австралії.
«Зміїні язики» було випущено у твердій палітурці та у форматі електронної книги в Північній Америці та Великій Британії видавництвом Voyager Books 13 липня 2010 року.

## Деталі сюжету
Історія починається в Новому Південному Вельсі, де Лоуренса засудили до «транспортування» за його зрадницькі дії в «Імперії Слонової Кістки». З ним Темерейр; Капітан Ґранбі та його вогнедишний Казілік Іскерка; Тенцінг Таркай, його напівнепальський друг; Том Райлі, капітан HMS «Allegiance», який їх сюди доставив; і три яйця дракона, надіслані адміралом Джейн Роланд для створення основи повітряного корпусу Нового Південного Вельсу. Зайшовши на Землю Ван-Дімена, щоб поповнити запаси, «Allegiance» виявив Вільяма Блая, покійного з HMS «Bounty», засланий туди після того, як був повалений у результаті військового перевороту, і з тих пір перевіз його до Сіднея. Блай хоче, щоб Лоуренс відновив його на посаді губернатора, тоді як полковник Джон Макартур, автор повстання, бажає, щоб вони залишилися осторонь, чекаючи рішення з Лондона.
Капітан Джеремі Ренкін, якого востаннє бачили на «Драконі Його Величності», прибуває з місією взяти командування над зароджуваним прикриттям і будь-яким драконом, який народиться першим. Виявляється, це дитина Аркадія і Врінге, двох турецьких диких. Темерейр, розмовляючи з невилупленим драконом через панцир, намагається переконати його відмовитися від Ранкіна як свого помічника, посилаючись на те, що Ранкін бездушно погано поводився зі своїм колишнім верхом Левітасом, але дракон приймає Ренкіна на підставі його великого багатства, даючи собі грандіозне ім'я «Цезар» (після відмови від «Конкістадора»). Лоуренс і Гранбі наодинці зауважують, що жадібний Цезар і зарозумілий Ренкін заслуговують один одного. Макартур відправляє Лоуренса в експедицію, щоб знайти перевал із Сіднея через Блакитні гори, за який льотчики з готовністю беруться, щоб не вплутатися в політичну боротьбу; їм надається бригада засуджених для забезпечення фізичної праці. Таркей просить приєднатися до них, зрештою відкривши, що йому доручено відслідковувати групу контрабандистів, яка працює з Китаю, а не з Кантону, єдиного китайського порту, відкритого для іноземців. Дві місії об'єднуються, коли одне з решти яєць дракона, Жовтий Жнець, вночі викрадено аборигенами. Це спричиняє шалену погоню по всьому континенту. Невблаганна австралійська пустеля, непередбачувана погода та місцева фауна, зокрема міфічні бун'іпи, завдають жахливої шкоди екіпажу. Хоча злодії, очевидно, знайомі з місцевістю, британці — ні, і незабаром стає зрозуміло, що бун'іпи володіють здатністю змінювати місцевість, створюючи водопої як приманку, а потім відводячи воду, щоб утворити пливучий пісок під Темерейром в надії на захоплюючи його.
З останнього яйця, експериментального схрещування Парнасця і Чегільської кропиви, вилуплюється хворобливий коротун, який не здатен літати. Ренкін вирішує покінчити з ним гуманно, але Деман забирає його собі, назвавши Кулінґіле. Кулінґіле дуже багато їсть, швидко росте і врешті-решт розвиває плавучі мішки, які допомагають драконам літати. Ці мішки досить величезні, щоб дозволити йому плавати, і Дорсет, драконячий хірург, оголошує, що тільки дракончики, яким судилося стати найважчими з важковаговиків, коли-небудь демонстрували від'ємну загальну масу тіла. Це створює додаткові труднощі для Демана, адже офіцери, які віддали йому під опіку коротуна, тепер заздрять його дракону-важковаговику і намагаються підпорядкувати собі Кулінґіле.
Британці нарешті помічають злодіїв біля Улуру і переслідують їх на північ до північного узбережжя. Там вони знаходять джерело контрабанди Таркея: порт, яким спільно керують жителі Ларракії та самі китайці, які використовують дресированих морських зміїв для переправлення вантажів із Китаю. Жовтий жнець також тут; вона вже вилупилася і зв'язалася з Ларракією, називаючи себе Тарункою, і відмовляється повернутися до Повітряного Корпусу, хоча вона має матеріальну вигоду, допомагаючи Темерейру встановити дипломатичні відносини з Ларракією (як Целестіал, йому абсолютно не важко викликати повагу китайців). Лоуренс звільняється від тягаря повідомляти про це, коли HMS «Nereide» прибуває з наказом захопити порт силою. Однак китайці повністю перешкоджають бомбардуванню завдяки простому способу випустити морських змій на «Nereide», і Лоуренса та «Nereide» ввічливо, але рішуче просять піти. Повернувшись до Сіднея, Лоуренс дізнається, що заміна Блая, Лаклан Маккворі, має намір воювати з китайцями за порт, що призводить до нового повстання. Макартур знову став першим міністром Австралії. Він проголосив лояльність колонії королю. Іскорку наказують відправитися в Бразилію, щоб там протистояти останнім планам Наполеона, а Макартур намагається спонукати Лоуренса зайняти позицію в новому австралійському уряді. Лоуренс відмовляється, просто шукаючи спокійного відпочинку в Темерейрі в австралійській сільській місцевості.